# Anabel Alonso
Ana Isabel Alonso Gómez (Baracaldo, Vizcaya; 11 de noviembre de 1964), más conocida como Anabel Alonso, es una presentadora de televisión, humorista y actriz de cine, teatro, televisión y doblaje española. A lo largo de su carrera, Alonso ha recibido múltiples premios y reconocimientos, entre ellos tres Fotogramas de plata, y ha sido nominada dos veces a la Unión de Actores y otras dos a la Academia de las Ciencias y las Artes de Televisión de España, siendo uno de los rostros más populares del cine español.
Su primer gran papel en televisión fue el de Pruden en la exitosa serie de televisión Los ladrones van a la oficina que estuvo en antena durante 10 temporadas. Otro de sus grandes éxitos en la tele fue en la serie de Telecinco 7 vidas, donde interpretó a Diana Freire, una lesbiana que ha fracasado en su ocupación como actriz. En 2005 hizo una aparición en Aída, el spin-off de 7 vidas, volviendo a interpretar a Diana Freire yendo a visitar a su amiga Aída García. Además presentó las Campanadas 2007 junto a Ramón García. En 2007, interpretó a Mónica en La familia Mata; sin embargo la serie terminó en 2009 por baja audiencia.
Además ha trabajado como presentadora en el programa de animales Pelopicopata. Como actriz de doblaje ha prestado su voz para Buscando a Nemo, Buscando a Dory y La increíble pero cierta historia de Caperucita Roja. En 2013 se añadió al reparto de la serie de Telecinco Esposados, siendo la copresentadora junto a Santiago Segura y Javier Martín, interpretándose a sí misma, y desde 2010 hasta 2013 presentó en Antena 3 el programa de chistes El club del chiste. Desde 2014 hasta 2024 encarnó a Benigna, en Amar es para siempre durante más de 2.400 capítulos, lo  que la ha convertido en una de las actrices más longevas de la serie, junto con sus protagonistas e Iñaki Miramón

## Biografía

### 1964-1996: inicios y fama
Nació en Baracaldo. Desde muy pequeña estuvo muy vinculada con el mundo de la televisión; sin embargo sus padres la empujaron a matricularse en la Universidad, donde estudió Turismo, y lo hizo únicamente para satisfacerlos. Una vez concluidos los estudios, Anabel decidió mudarse a Madrid con la esperanza de poder hacer realidad su sueño e hizo su debut en la televisión, en 1987, participando como actriz en el programa La bola de cristal; sin embargo solo estuvo un año, porque el programa acabó en 1988.
Su debut profesional acaeció en el teatro, de la mano de Luis Iturri, en Las troyanas, seguido de una serie para la ETB de título La traka, hasta que, después de una serie de intervenciones catódicas, debutó en el cine gracias a Martes y trece en El robobo de la jojoya. Desde entonces compaginó el cine, el teatro y sobre todo, la televisión, como colaboradora o presentadora de espacios como El peor programa de la televisión u Objetivo indiscreto.
En 1993, Pedro Almodóvar le dio el papel de su vida en Kika, si bien siguió ese mismo año en el cine con asiduidad en Pepa y Tretas de mujer. En 1994 hizo tres películas más en el cine: Amor propio, La leyenda de la doncella y Los hombres siempre mienten. Fue en 1993 cuando se adaptó como actriz de televisión con su papel de La Pruden en Los ladrones van a la oficina, hasta 1996.

### 1997-1999: varias apariciones en el cine y cameos
Anabel Alonso volvió a la televisión encarnando a Teresa, una esposa paciente y comprensiva con los desmanes de su marido en la serie de televisión Contigo pan y cebolla. El 9 de septiembre de 1997 presentó por primera vez su propio programa de televisión en TVE llamado El flechazo. El 25 de agosto de 1997 fue invitada a Mira quién viene esta noche. Ese mismo año participó nuevamente en teatro, con la obra Frankie y Johnny en el Clair de Lune, seguida de Androcles y el león y Un día cualquiera en 1998.
En 1999 volvió al cine con la obra La mujer más fea del mundo, seguida de Camino de Santiago.

### 2000-2006:7 vidasy debut como actriz de doblaje
En 2000 se unió al elenco (reparto) de la serie de televisión de Telecinco 7 vidas, donde encarnó a Diana Freire. Es una actriz que se muda al edificio donde viven los protagonistas y se incorpora a la pandilla, habiendo tenido relaciones sexuales con David y conociendo de antes a Laura y Carlota. Apareció por primera vez en el penúltimo capítulo de la cuarta temporada y en la quinta se incorpora como un personaje fijo. Tras quedarse sin piso, Carlota la dejó vivir en el suyo, junto a ella y Esther. En el capítulo 67, Sonia, una amiga suya de la cual está enamorado Paco, termina besando a Diana, y esta se pasa los siguientes capítulos dudando de su orientación sexual. Finalmente Sonia la deja por culpa de un malentendido. Todo ello le hizo descubrir su verdadera orientación sexual; sin embargo la serie acabó en 2006 tras 7 años. Su papel de Diana regresó cuando visitó Aída, volviendo a reencontrarse con Aída García y dándole la invitación a una boda. En 2002 volvió al cine con Carne de gallina. Fue entonces cuando retomó su trabajo como presentadora de televisión, presentado programas como Pelopicopata, Estoy por ti y Tal para cual. Debutó como actriz de doblaje en 2003 dando voz a Dory en Buscando a Nemo y en 2005 repitió con La increíble pero cierta historia de Caperucita Roja.

### 2007-2009:La familia MataySexos
En 2007 volvió al cine en Atasco en la nacional y Ángeles S.A.. Ese mismo año fichó por Antena 3 y tuvo un nuevo papel protagonista en la serie de televisión de Antena 3 La familia Mata como Mónica, una solterona que no encuentra a nadie con quien compartir su vida, hasta 2009. Además, ese mismo año, entre otros junto a Pepón Nieto y Neus Sanz, protagonizó la obra teatral con el título Sexos, sobre la crisis de los 40 en clave de humor. Ambos proyectos finalizaron en 2011.

### 2010-presente: trabajos como presentadora y nuevos trabajos como actriz
En 2010 regresó como presentadora de televisión en El club del chiste, donde apareció también como una cuentachistes. En 2011 presentó también Mucho que perder, poco que ganar; sin embargo no tuvo la audiencia que esperaron y se quitó de la antena. En 2012 volvió como actriz en la serie de TVE Stamos okupa2, donde interpretó a Lola.
En 2013 empezó a copresentar la serie de televisión Esposados junto a Santiago Segura y Javier Martín. Al año siguiente hace una colaboración en la serie de Telecinco La que se avecina interpretando a Edurne, hija de la fallecida Izaskun (Mariví Bilbao) mientras que a partir de septiembre del mismo año fichó por la tercera temporada del serial de sobremesa de la cadena Antena 3 Amar es para siempre en el que interpreta el papel de Benigna Castro. En 2014 interpretó el papel de Thais en la adaptación libre de El eunuco, de Publio Terencio Africano, comedia dirigida por Pep Antón Gómez para la XL edición del Festival Internacional de Teatro Clásico de Mérida.
Participó en la segunda edición del exitoso talent culinario MasterChef Celebrity. Debido a su personalidad y a su buen hacer, se convirtió en aspirante en la cuarta edición, siendo así, junto a Boris Izaguirre, los únicos concursantes en repetir.
En 2018 se convirtió en concursante de la séptima temporada de Tu cara me suena.

## Vida privada
En 2016 Alonso confirmó y declaró abiertamente su homosexualidad. Mantiene una relación estable con su pareja, la dramaturga argentina Heidi Steinhardt, desde 2013. Su primer hijo, Ígor, nació el 24 de mayo de 2020. Ambas contrajeron matrimonio el 10 de julio de 2020 en Madrid.

## Filmografía

### Cine

#### Como actriz
| Año  | Título                                   | Director                | Personaje               |
| ---- | ---------------------------------------- | ----------------------- | ----------------------- |
| 1991 | El robobo de la jojoya                   | Álvaro Sáenz de Heredia | Ernestita               |
| 1993 | Kika                                     | Pedro Almodóvar         | Amparo                  |
| 1993 | Tretas de mujer                          | Rafael Moleón           | Marga                   |
| 1994 | Amor propio                              | Mario Camus             | Maribel                 |
| 1994 | La leyenda de la doncella                | Juan Pinzás             | Florinda                |
| 1994 | Los hombres siempre mienten              | Antonio del Real        | Pelirroja               |
| 1995 | Las cosas del querer 2                   | Jaime Chávarri          | Nena Colman             |
| 1995 | Hotel y domicilio                        | Ernesto del Río         | Mavi                    |
| 1995 | Boca a boca                              | Manuel Gómez Pereira    | Chica en bar            |
| 1996 | Pon un hombre en tu vida                 | Eva Lesmes              | Agatha                  |
| 1996 | Tu nombre envenena mis sueños            | Pilar Miró              | Lola                    |
| 1996 | La Moños                                 | Mireia Ros              | Bella Mabel             |
| 1996 | El crimen del cine Oriente               | Pedro Costa             | María                   |
| 1997 | Corazón loco                             | Antonio del Real        | Nuria                   |
| 1999 | La mujer más fea del mundo               | Miguel Bardem           | Rocío                   |
| 2000 | Carne de gallina                         | Javier Maqua            | Ágata                   |
| 2007 | Atasco en la nacional                    | Josetxo San Mateo       | Soledad Montoro         |
| 2007 | Ángeles S.A.                             | Eduard Bosch            | Simona                  |
| 2010 | 9 meses                                  | Miguel Perelló          | Charo                   |
| 2014 | Pos Eso                                  | Samuel Ortí Martí       | Trini                   |
| 2016 | La reina de España                       | Fernando Trueba         | Doña Matilde Velorracho |
| 2019 | Padre no hay más que uno                 | Santiago Segura         | Directora del colegio   |
| 2025 | Padre no hay más que uno 5: Nido repleto | Santiago Segura         | Directora del colegio   |
| 2025 | Campamento Garra de Oso                  | Sílvia Quer             | López                   |

#### Como actriz de doblaje
| Año  | Título                                               | Personaje | Notas             |
| ---- | ---------------------------------------------------- | --------- | ----------------- |
| 2003 | Buscando a Nemo                                      | Dory      | Voz del doblaje   |
| 2005 | La increíble pero cierta historia de Caperucita Roja | Balita    | Voz del doblaje   |
| 2009 | El reino de los chiflados                            | Sissi     | Voz del doblaje   |
| 2016 | Buscando a Dory                                      | Dory      | Voz del doblaje   |
| 2019 | Bikes                                                | Montana   | Voz del personaje |

### Programas de televisión

#### Como presentadora
| Año         | Título                           | Cadena             | Personaje    |
| ----------- | -------------------------------- | ------------------ | ------------ |
| 1992 - 1993 | Objetivo indiscreto              | La 1               | Presentadora |
| 1997        | El flechazo                      | La 1               | Presentadora |
| 1999        | Secretos de Hollywood            | Canal Nou / CMM TV | Presentadora |
| 2005        | Estoy por ti                     | Antena 3           | Presentadora |
| 2006        | Tal para cual                    | Antena 3           | Presentadora |
| 2007        | Distracción fatal                | Antena 3           | Presentadora |
| 2010 - 2013 | El club del chiste               | Antena 3           | Presentadora |
| 2011        | Mucho que perder, poco que ganar | La Sexta           | Presentadora |
| 2016        | Yo fui a EGB                     | TNT                | Presentadora |
| 2018        | Dicho y hecho                    | La 1               | Presentadora |
| 2018        | Las Retales                      | La 1               | Presentadora |
| 2020        | Masterchef Express               | La 1               | Presentadora |

#### Como colaboradora / jurado
| Año               | Título                          | Cadena               | Personaje       |
| ----------------- | ------------------------------- | -------------------- | --------------- |
| 1987 - 1988       | La bola de cristal              | La 1                 | Colaboradora    |
| 1990              | Venga el 91                     | La 1                 | Colaboradora    |
| 1993 - 1994       | El peor programa de la semana   | La 2                 | Colaboradora    |
| 1999              | Un país maravilloso             | Antena 3             | Colaboradora    |
| 2013 - 2020, 2023 | Me resbala                      | Antena 3 / Telecinco | Colaboradora    |
| 2019              | La mejor canción jamás cantada  | La 1                 | Jueza invitada  |
| 2020              | Improvisando                    | Antena 3             | Colaboradora    |
| 2021              | Días de verano                  | La 1                 | Colaboradora    |
| 2021              | Todo es mentira                 | Cuatro               | Colaboradora    |
| 2022              | Tu cara me suena                | Antena 3             | Jurado suplente |
| 2022              | Drag Race España                | Atresplayer          | Jueza invitada  |
| 2023              | Tu cara me suenaː Gala de Reyes | Antena 3             | Jurado          |
| 2023              | Cuentos chinos                  | Telecinco            | Colaboradora    |

#### Como invitada
| Año              | Título                         | Cadena                       | Personaje              |
| ---------------- | ------------------------------ | ---------------------------- | ---------------------- |
| 2000; 2011; 2015 | El club de la comedia          | Canal+ / Antena 3 / La Sexta | Invitada (5 programas) |
| 2006             | Pelopicopata                   | Antena 3                     | Invitada (1 programa)  |
| 2006             | Los irrepetibles               | La Sexta                     | Invitada (1 programa)  |
| 2014             | MasterChef                     | La 1                         | Invitada (1 programa)  |
| 2016; 2019       | 1, 2, 3... Hipnotízame         | Antena 3                     | Invitada (2 programas) |
| 2017             | El gran reto musical           | La 1                         | Invitada (1 programa)  |
| 2017             | MasterChef Junior              | La 1                         | Invitada (2 programas) |
| 2018             | Liarla Pardo                   | La Sexta                     | Invitada (1 programa)  |
| 2019             | La mejor canción jamás cantada | La 1                         | Invitada (1 programa)  |
| 2020             | Entre ovejas                   | La 1                         | Invitada (1 programa)  |
| 2021             | La noche D                     | La 1                         | Invitada (1 programa)  |
| 2021             | Pasapalabra                    | Antena 3                     | Invitada (3 programas) |
| 2021             | LEGO Masters España            | Antena 3                     | Invitada (1 programa)  |
| 2022             | LEGO Masters                   | Antena 3                     | Invitada (1 programa)  |
| 2022             | Mapi                           | La 1                         | Invitada (2 programas) |
| 2023             | Plan de tarde                  | La 1                         | Invitada (1 programa)  |
| 2023             | 25 palabras                    | Telecinco                    | Invitada (3 programas) |
| 2023             | El círculo de los famosos      | Antena 3                     | Invitada (1 programa)  |
| 2023             | Password                       | Antena 3                     | Invitada (1 programa)  |
| 2024             | Generación TOP                 | La Sexta                     | Invitada (1 programa)  |
| 2025             | Al cielo con ella              | La 2 / RTVE Play             | Invitada (1 programa)  |
| 2025             | Grand Prix                     | La 1                         | Invitada (1 programa)  |
| 2025             | La pirámide                    | La 1                         | Invitada (3 programas) |

#### Como concursante
| Año         | Título                      | Cadena      | Personaje                     |
| ----------- | --------------------------- | ----------- | ----------------------------- |
| 2017        | MasterChef Celebrity 2      | La 1        | Concursante - 8.ª expulsada   |
| 2018 - 2019 | Tu cara me suena 7          | Antena 3    | Concursante - 7.ª clasificada |
| 2019        | MasterChef Celebrity 4      | La 1        | Concursante - 11.ª expulsada  |
| 2022        | LOL: Si te ríes, pierdes 2  | Prime Video | Concursante - 6.ª expulsada   |
| 2022 - 2023 | MasterChef Especial Navidad | La 1        | Concursante - Ganadora        |

### Series de televisión
| Año         | Título                          | Personaje                          | Cadena      | Notas           |
| ----------- | ------------------------------- | ---------------------------------- | ----------- | --------------- |
| 1989        | Primera función                 |                                    | La 2        | 1 episodio      |
| 1991        | Bertan Zoro                     | Anabel                             | ETB1        | 13 episodios    |
| 1993 - 1997 | Los ladrones van a la oficina   | Prudencia "Pruden" Prieto          | Antena 3    | 122 episodios   |
| 1997        | Contigo pan y cebolla           | Teresa                             | La 1        | 8 episodios     |
| 1998        | Hermanas                        | Hermana Sofía                      | Telecinco   | 25 episodios    |
| 1999        | Camino de Santiago              | Rosa                               | Antena 3    | 3 episodios     |
| 1999        | Condenadas a entenderse         | María                              | Antena 3    | 5 episodios     |
| 2000 - 2006 | 7 vidas                         | Diana Freire                       | Telecinco   | 140 episodios   |
| 2005        | Aída                            | Diana Freire                       | Telecinco   | 1 episodio      |
| 2007 - 2009 | La familia Mata                 | Mónica Arias                       | Antena 3    | 36 episodios    |
| 2012        | Stamos okupa2                   | Lola                               | La 1        | 24 episodios    |
| 2013        | Esposados                       | Anabel                             | Telecinco   | 5 episodios     |
| 2014 - 2015 | La que se avecina               | Edurne Gerrikaetxebarria Sagastume | Telecinco   | 2 episodios     |
| 2014 - 2024 | Amar es para siempre            | Benigna Castro Alonso              | Antena 3    | 2.406 episodios |
| 2021        | Una navidad con Samantha Hudson | Chelo                              | Atresplayer | 1 episodio      |
| 2023        | Vestidas de azul                | Mayte                              | Atresplayer | 1 episodio      |
| 2024        | Atasco                          | Matilde                            | Prime Video | 4 episodios     |

### Cortometrajes
- La boutique del llanto (1995) como Recepcionista
- Esposados (1996) como Concha
- Historia de un búho (2002) como Esther Naranjo Díaz
- Consumo responsable (2015)

### Teatro
- Las troyanas (1984)
- Una mujer sola (1987)
- Maribel y la extraña familia (1989)
- El lunático (1992)
- Los gatos (1992)
- Frankie y Johnny en el Clair de Lune (1997)
- Androcles y el león (1998)
- Un día cualquiera (1998)
- Confesiones de mujeres de 30 (2002-2003)
- Nunca estuviste tan adorable (2008)
- Sexos (2009-2011), con Pepón Nieto y Neus Sanz[9]
- Lastres (2013), con Ana Fernández y Marta Belenguer
- Reglas, usos y costumbres en la sociedad moderna (2014)
- The Hole (2014), espectáculo que combina humor, cabaret y música
- El eunuco (2014-2016), con Pepón Nieto y Alejo Sauras
- El trompo metálico (2016)
- El enfermo imaginario (2020)
- La Celestina (2023-2024), de Fernando de Rojas
- La mujer rota (2025) de Simone de Beauvoir

### Publicidad
- Consumo Responsable Nivel 7 (Gas natural Fenosa) (2015) de Santiago Segura.
- Barritas de surimi Krissia (2003, 2012)
- Cómicos (Campofrío) (2011) de Álex de la Iglesia.

## Premios y candidaturas

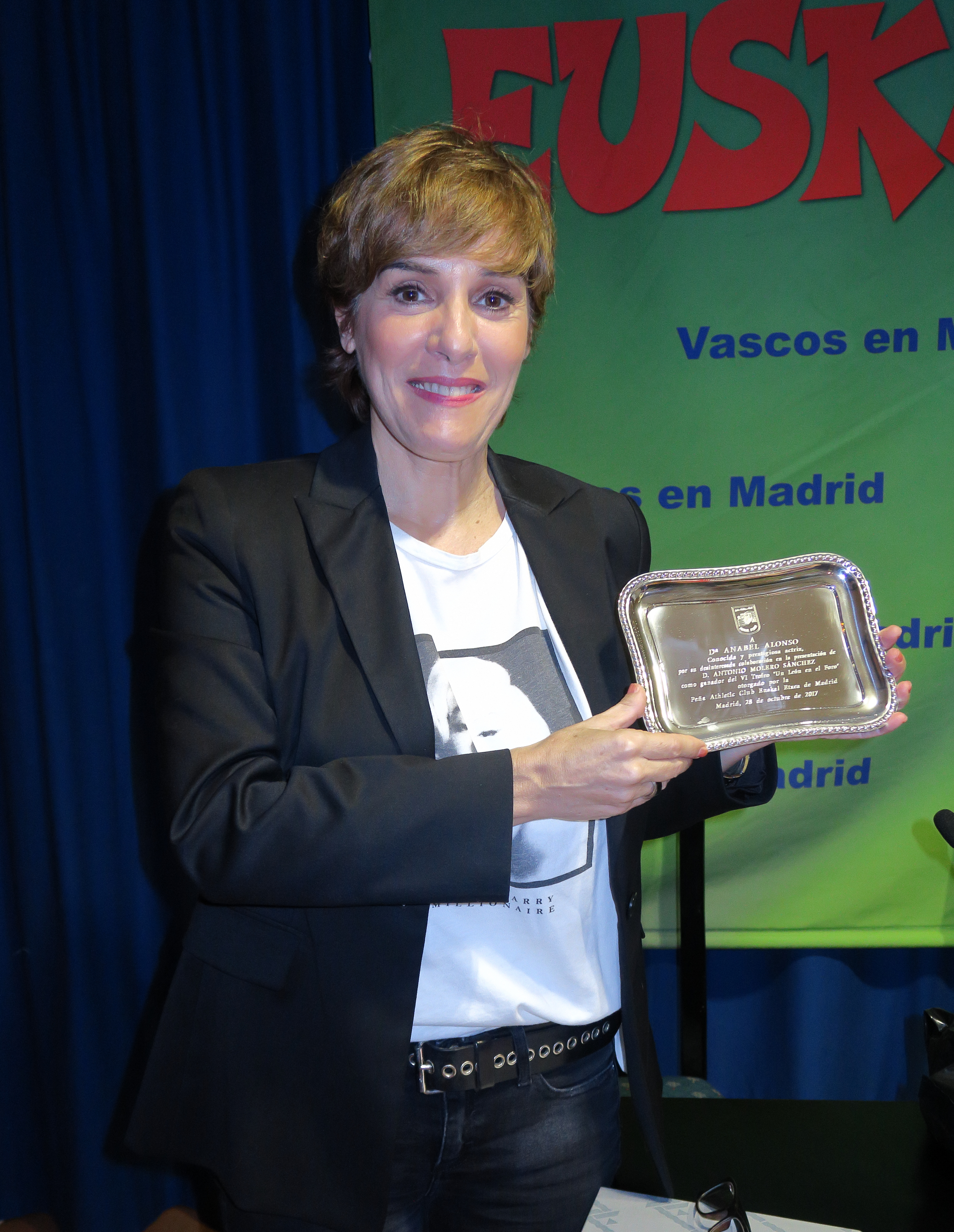
Alonso, en la Peña Athletic Club de Bilbao de Euskal Etxea Madrid.

Fotogramas de Plata
| Año  | Categoría                  | Serie                                | Resultado |
| ---- | -------------------------- | ------------------------------------ | --------- |
| 2008 | Mejor actriz de teatro     | Nunca estuviste tan adorable         | Ganadora  |
| 2002 | Mejor actriz de teatro     | Confesiones de mujeres de 30         | Ganadora  |
| 2001 | Mejor actriz de televisión | 7 vidas                              | Candidata |
| 1997 | Mejor actriz de teatro     | Frankie y Johnny en el Clair de Lune | Candidata |
| 1993 | Mejor actriz de televisión | Los ladrones van a la oficina        | Ganadora  |

Unión de Actores
| Año  | Categoría                                     | Serie                         | Resultado |
| ---- | --------------------------------------------- | ----------------------------- | --------- |
| 1993 | Mejor interpretación secundaria de televisión | Los ladrones van a la oficina | Candidata |
| 1993 | Mejor interpretación revelación               | Los ladrones van a la oficina | Candidata |

Premios de la Academia de las Ciencias y las Artes de Televisión de España
| Año  | Categoría                     | Serie   | Resultado |
| ---- | ----------------------------- | ------- | --------- |
| 2005 | Mejor interpretación femenina | 7 vidas | Candidata |
| 2003 | Mejor interpretación femenina | 7 vidas | Candidata |

Otros premios
- Premio Primera Línea a la actriz revelación del año (1993) por Kika.
- Premio a la mejor actriz del festival de cine de Badajoz (1996) por Esposados.
- Premio El Mundo a la mejor actriz del cine vasco (1998) por El crimen del cine Oriente.
- Premio a la mejor actriz en el festival de cine independiente de Elche (2002) por Historia de un búho.
- Premio de la revista Shan Gay (2002) por 7 vidas.
- Premio a la mejor actriz en el Festival LesGaiCineMad '03 (2003) por 7 vidas.
- Premio Telón de Oro Chivas a la mejor intérprete veterana cómica de teatro (2004) por Confesiones de mujeres de 30.
- Premio MiM Especial a la Contribución Artística en la Ficción Televisiva (2021).[10]
- Premio Serantes como reconocimiento a su carrera en el Festival de Santurtzi (2017), su pueblo natal.